# Konrad von Urslingen (Vater)

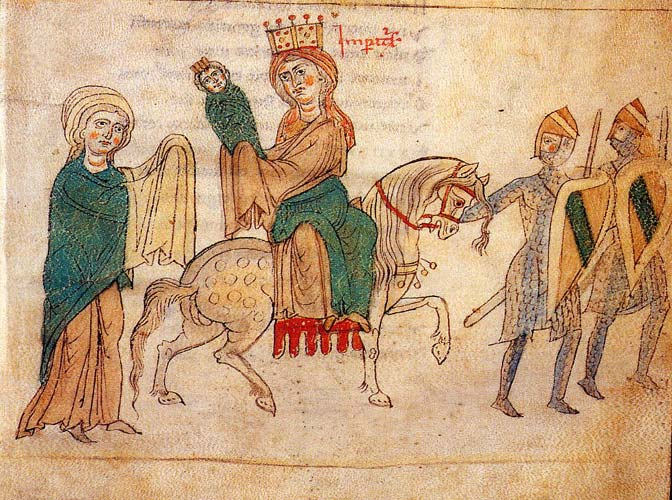
Kaiserin Konstanze gibt vor ihrer Abreise nach Sizilien ihren Sohn Friedrich in die Obhut der Herzogin von Spoleto. Ausschnitt aus dem Liber ad honorem Augusti des Petrus von Eboli (zwischen 1194 und 1197). Bern, Burgerbibliothek, Codex 120. II, fol. 138r.

Konrad von Urslingen († 1202) war von 1176/77 bis 1198/1202 Herzog von Spoleto aus dem Adelsgeschlecht derer von Urslingen.
Bald nachdem Kaiser Friedrich I. Barbarossa zu Beginn der 1170er Jahre von Welf VI. die Herrschaftsrechte im Herzogtum Spoleto erworben hatte, kam der aus einem hochadeligen schwäbischen Haus stammende Konrad von Urslingen (Nennung nach Irslingen bei Rottweil im heutigen Baden-Württemberg) als Unter-Legat nach Mittelitalien. 1176/77 erwarb er die Herzogswürde. Von Anfang an unterhielt Konrad zum Thronfolger König Heinrich VI. ein vertrauensvolles Verhältnis, das erst mit dem Tod Heinrichs VI. im September 1197 endete. Auch zu Konstanze von Sizilien, der Frau Heinrichs, bestanden enge Beziehungen. Die spätere Kaiserin war schon 1185 in Foligno, dem Wohnsitz des Herzogs, zu Gast, ehe sie damals nach Norditalien weiterreiste, um im Januar 1186 Heinrich VI. in Mailand zu heiraten.
Während Heinrichs Italienaufenthalt 1186/87 half Konrad dem König bei dessen Aktionen in Mittelitalien und im Patrimonium Petri mit Truppen. Bei der Durchsetzung ihrer Erbansprüche auf das Königreich Sizilien unterstützte Konrad Kaiser und Kaiserin zwischen 1191 und 1194 vorbehaltlos. Nach der Eroberung Siziliens durch Kaiser Heinrich 1194, wurde Konrad 1195 zum regni Siciliae vicarius, dem Stellvertreter des Kaisers während dessen Abwesenheit, ernannt. Zudem erhielt er das Herzogtum damals als Erblehen. Seiner Frau, deren Name unbekannt ist, wurde Anfang 1195 die Obhut über den Kaisersohn Friedrich übergeben. Auch nach der Rückkehr Kaiser Heinrichs VI. nach Mittelitalien im Herbst 1196 war Konrad am kaiserlichen Hof und begleitete Heinrich VI. nach der Insel Sizilien. Er zählte zu den wenigen Personen, die am Sterbebett Heinrichs VI. standen. Nach dem Tod des Kaisers machte ab 1198 Papst Innozenz III. im Zusammenhang mit der päpstlichen Rekuperationspolitik in Italien Konrad sein Herzogtum streitig. Philipp von Schwaben, der Bruder und Nachfolger Heinrichs VI. anerkannte Konrad dagegen weiter.
Nach Konrad folgten ihm seine Söhne und Nachfahren Konrad, Heinrich und Rainald als Herzog von Spoleto nach. Bis zum 13. Jahrhundert ging die tatsächliche Herrschaft über das Herzogtum Spoleto endgültig an das Papsttum verloren und die Urslinger konzentrierten sich wieder auf ihre Besitzungen in Süddeutschland.